# Шолоково
Шолоково — деревня в Балезинском районе Удмуртии. Входит в состав Кожильского сельского поселения.

## География
Село расположено на северо-востоке республики, на расстоянии примерно 5 км (по прямой) к югу от посёлка Балезино, административного центра района.

### Часовой пояс
Деревня Шолоково, как и вся Удмуртия, находится в часовой зоне МСК+1. Смещение применяемого времени относительно UTC составляет +4:00.

## Население
| 2002 | 2010 | 2012 | 2014 |
| ---- | ---- | ---- | ---- |
| 210  | ↘177 | ↘173 | ↗193 |

### Национальный состав
Согласно результатам переписи 2002 года, в национальной структуре населения удмурты составляли 94 % из 210 чел.

## Известные уроженцы
- Иванов, Григорий Алексеевич (1897—1963) — советский государственный и партийный деятель.